# استنلی تارشیس
استنلی تارشیس (به انگلیسی: Stanley Tarshis) ژیمناست زادهٔ ۱۵ نوامبر ۱۹۳۷ میلادی اهل کشور ایالات متحده آمریکا است.